# Ourapteryx flavovirens
Ourapteryx flavovirens är en fjärilsart som beskrevs av Inoue 1985. Ourapteryx flavovirens ingår i släktet Ourapteryx och familjen mätare. Inga underarter finns listade i Catalogue of Life.

## Bildgalleri

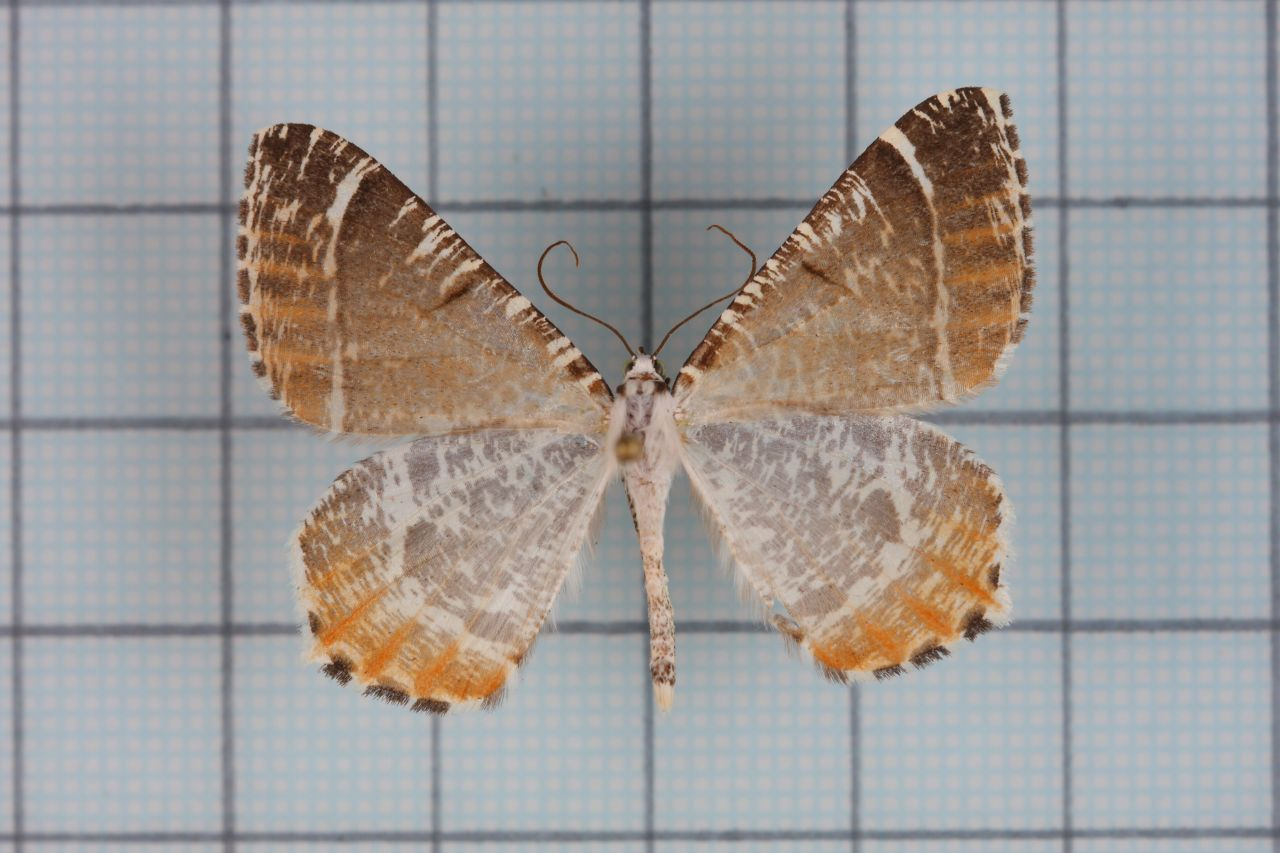
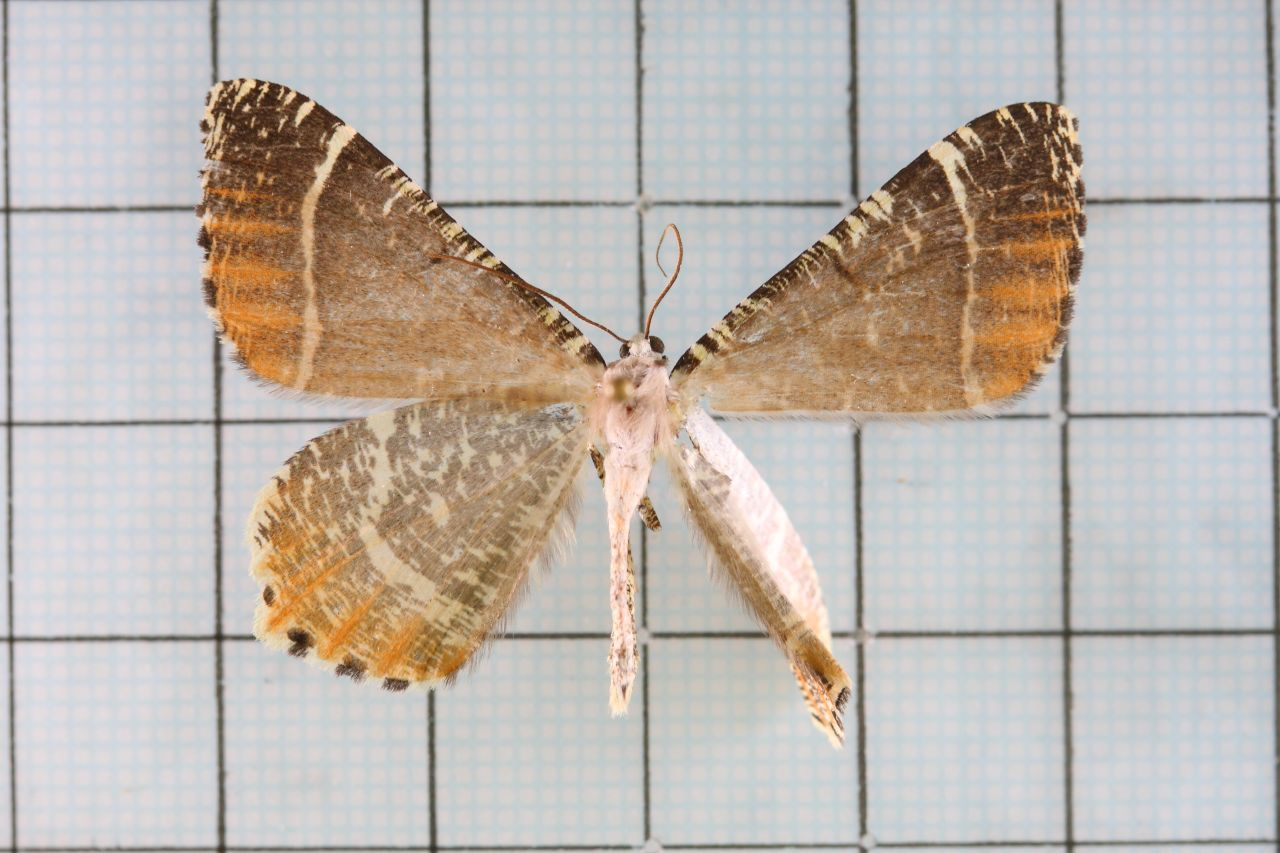
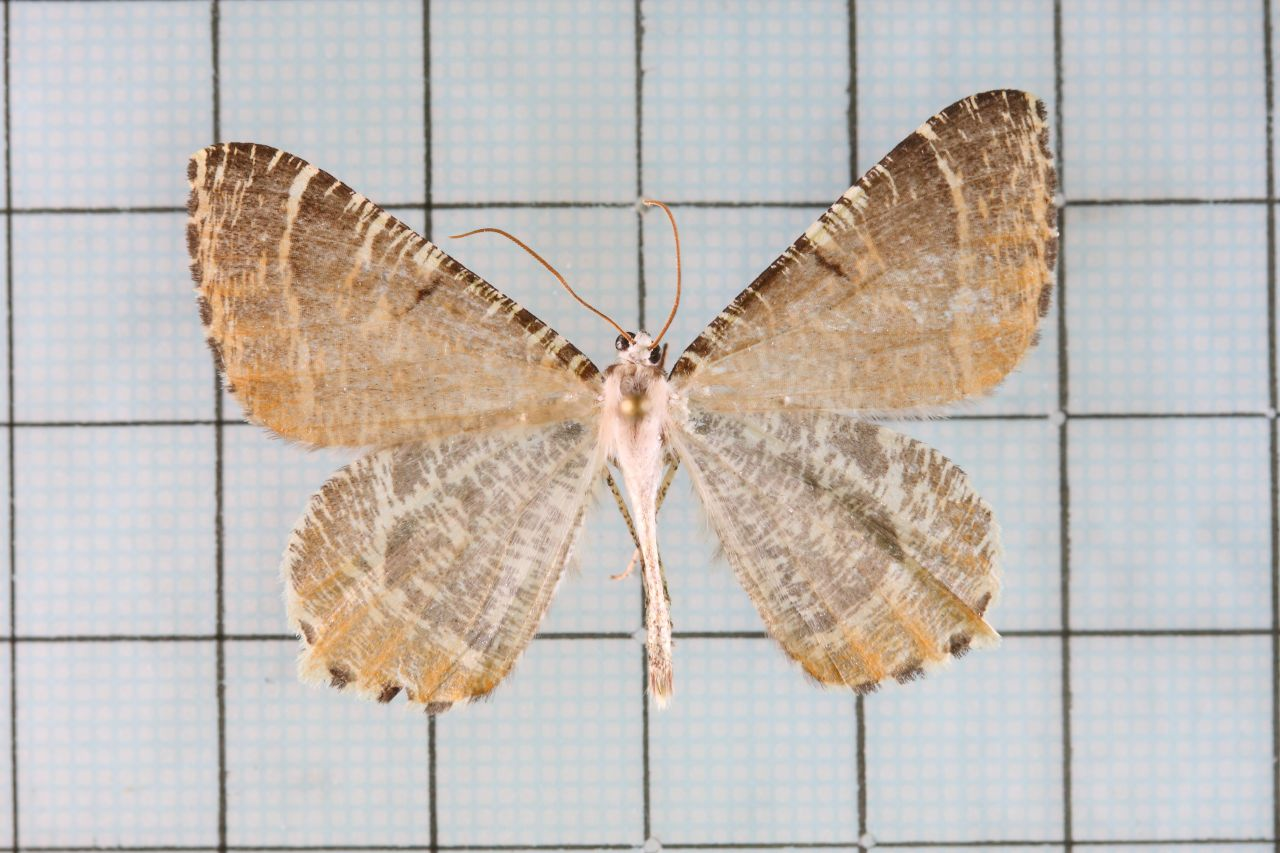
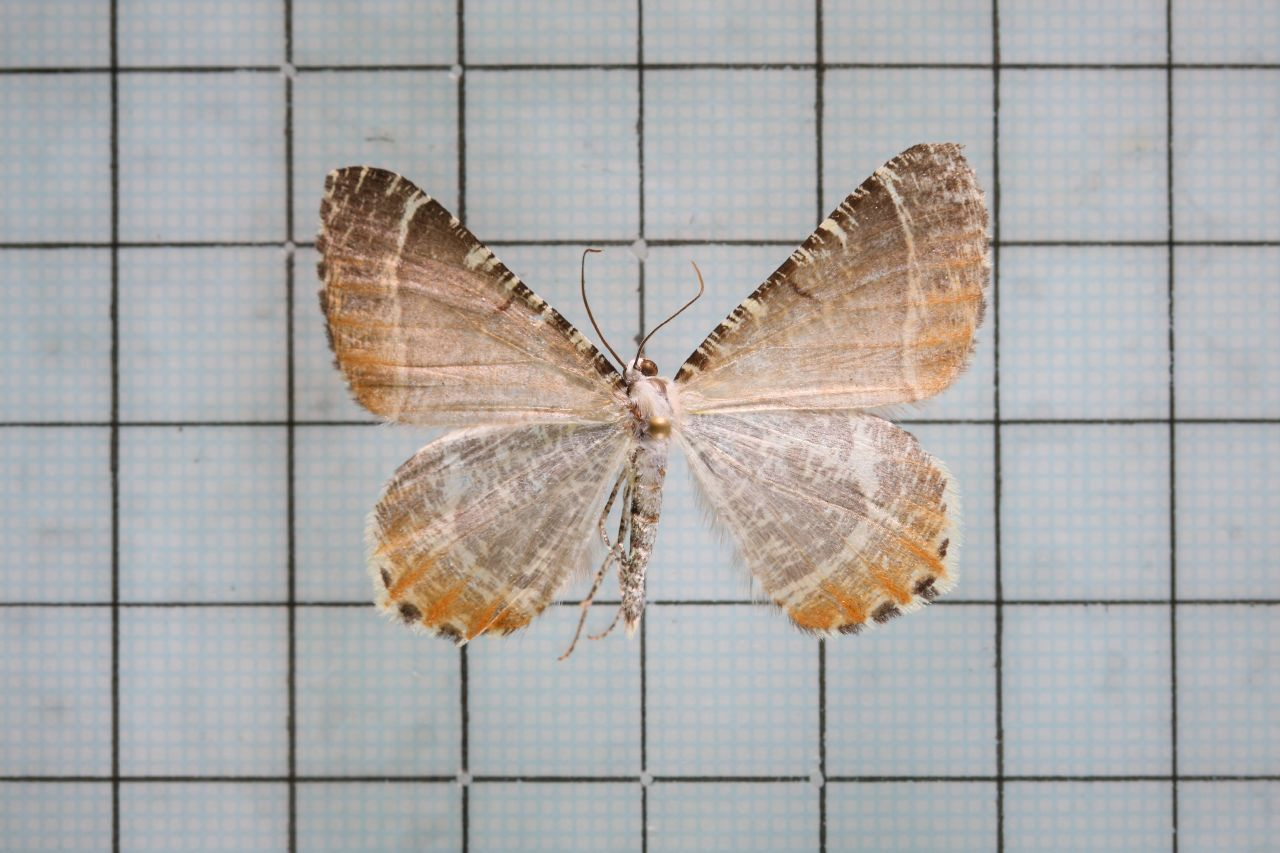
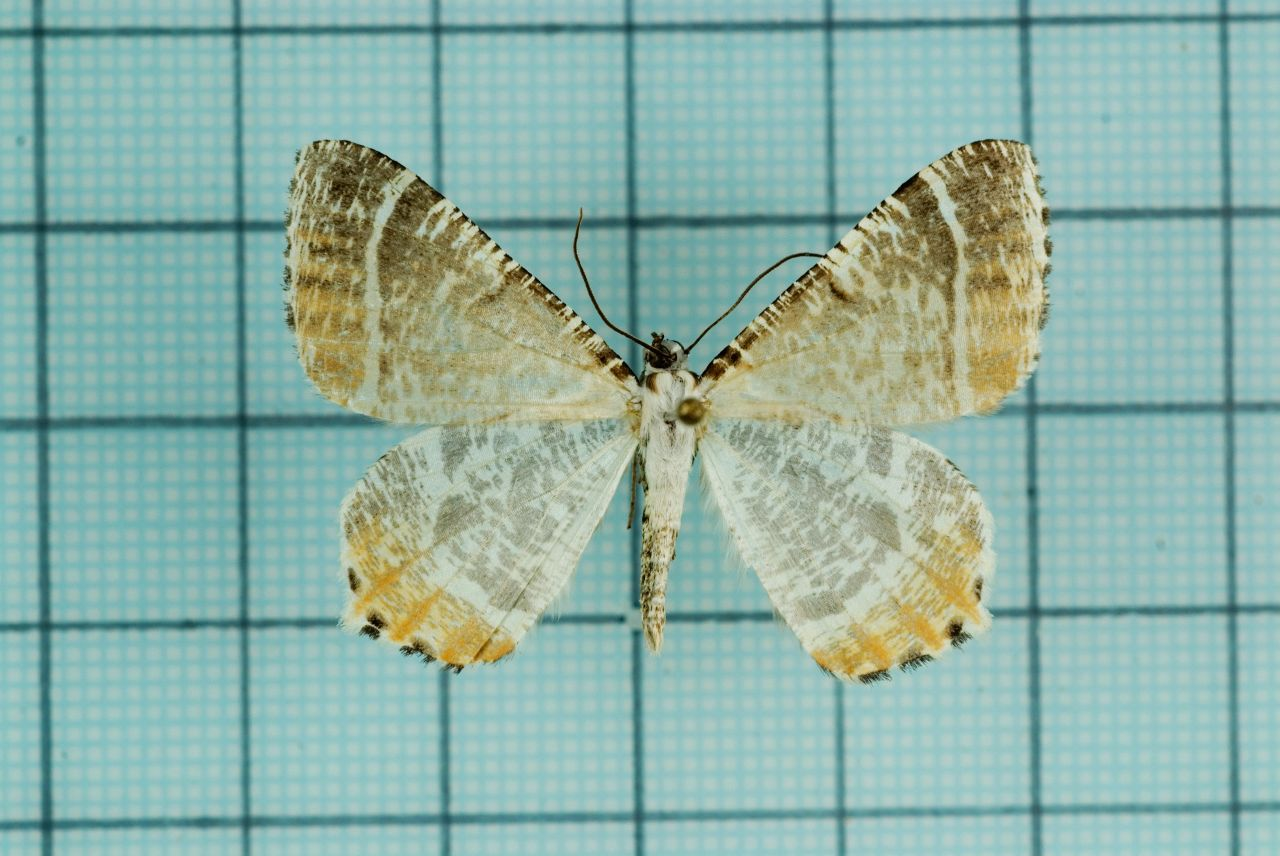